# Tourcoing Lille Métropole Volley-Ball
O Tourcoing-Lille Métropole Volley-Ball é um clube de voleibol masculino fundado em 1912 e com sede na cidade de Tourcoing, no departamento de Norte. Atualmente o clube disputa a Ligue A, a primeira divisão do campeonato francês.

## Histórico
O clube Saint-Michel de Tourcoing era anteriormente um clube de atletismo fundado em 1912. Durante o inverno, era praticamente impossível para os atletas praticarem atividades ao ar livre. Em 1965, esses atletas, motivados por Pierre Dumortier, decidiram praticar alguns treinos de voleibol para se manterem em boa forma. Esporte esse já praticado na cidade de Tourcoing e na região metropolitana de Lille, os embalou rapidamente. Além disso, eles perceberam após alguns meses de treinamento que suas características físicas eram ativos essenciais para a pratica do voleibol.
Depois de um inverno de treinos, este grupo de amigos optou por criar oficialmente a seção de voleibol de Saint-Michel em Tourcoing. Michel Platelle, então secretário-geral dos sindicatos de Nord-Pas-de-Calais, e Pierre Dumortier, um ex-representante de vendas farmacêuticas, assumiu a responsabilidade para a seção.
Foi em 1984 que Pierre Dumortier se tornou o primeiro presidente da Saint-Michel Tourcoing Sports, desde a criação oficial do clube. Permaneceu presidente até sua morte, em 2001, tendo criado em 1994 a TLM, da qual também foi presidente.
Na temporada 2004–05 conquistou sua primeira medalha continental ao derrotar o Edilbasso & Partners Padova por 3 sets a 0 na disputa do terceiro lugar na então Taça CEV.
Em 2018, após perder 6 finais, o time de Tourcoing conquista seu primeiro título da Copa da França após vencer de virada, por 3 sets a 2, o Chaumont Volley-Ball 52.

## Títulos

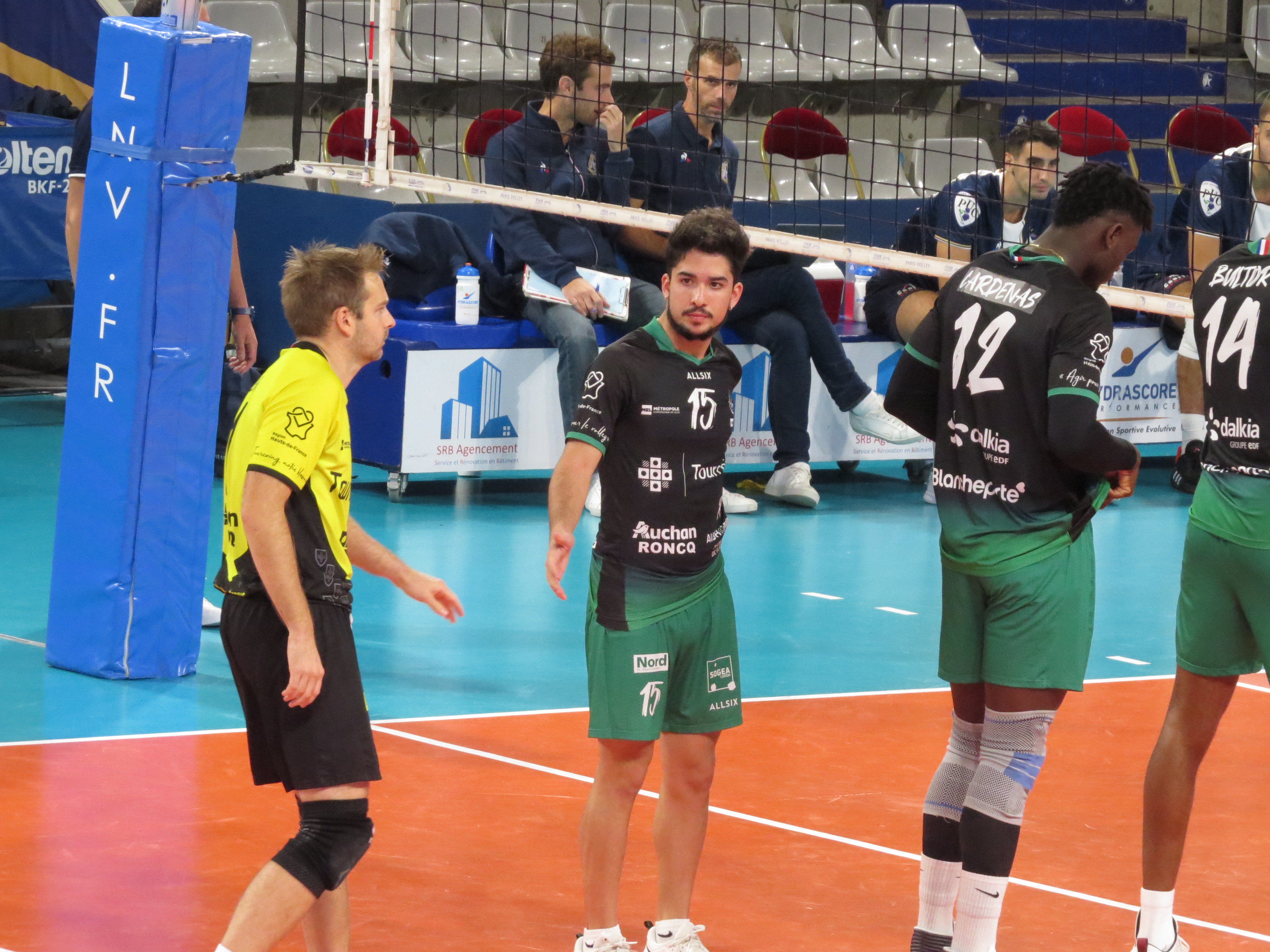
Partida entre o Tourcoing e o Paris Volley durante a Ligue A de 2020–21.

### Campeonatos continentais
Taça Challenge
- Terceiro lugar: 2004–05

### Campeonatos nacionais
Campeonato Francês
- Vice-campeão: 2000–01, 2001–02, 2008–09

 Copa da França
- Campeão: 2017–18
- Vice-campeão: 1997–98, 1998–99, 2001–02, 2004–05, 2006–07, 2008–09

## Elenco atual
Atletas selecionados para disputar a temporada 2022–23.
| Camisa                 | Nome              | Altura (m) | Posição    |
| ---------------------- | ----------------- | ---------- | ---------- |
| 1                      | Renan Buiatti     | 2,17       | Oposto     |
| 2                      | Thibault Loubeyre | 1,83       | Líbero     |
| 4                      | Alix Chamala      | 1,90       | Ponteiro   |
| 5                      | Rémi Dumont       | 1,95       | Oposto     |
| 6                      | Tom Lavigne       | 1,95       | Oposto     |
| 7                      | Antony Gabriel    | 1,97       | Ponteiro   |
| 8                      | Eliot Coulet      | 1,88       | Levantador |
| 9                      | Jay Blankenau     | 1,94       | Levantador |
| 10                     | Moritz Reichert   | 1,95       | Ponteiro   |
| 11                     | Simon Roehrig     | 2,00       | Central    |
| 12                     | Lucas Van Berkel  | 2,10       | Central    |
| 13                     | Tomasi Luaki      | 2,00       | Central    |
| 14                     | Daryl Bultor      | 1,97       | Central    |
| 17                     | Ryley Barnes      | 2,00       | Ponteiro   |
| 18                     | Grégory Gempin    | 1,98       | Ponteiro   |
| Técnico: Maurício Paes |                   |            |            |